# Campionato Cearense 2024
Il Campionato Cearense 2023 è stata la 110ª edizione della massima serie del campionato cearense. La stagione è iniziata il 20 gennaio 2024 e si è conclusa il 6 aprile successivo.

## Stagione

### Novità
Al termine della stagione 2024, sono retrocesse in Segunda Divisão Pacajus e Guarani de Juazeiro. Dalla seconda divisione, invece, sono state promosse Horizonte e Floresta.

### Formato
La prima fase del torneo, consistente in una fase a gironi, è composta da due gironi da dieci squadre ciascuno. Le prime classificate di tali gironi, accedono alla semifinale, mentre la seconda e la terza partono dai quarti di finale. Le ultime due classificate, prendono parte alla poule retrocessione. Le ultime due classificate della poule retrocessione, retrocedono in Segunda Divisão.
La formazione vincitrice, potrà partecipare alla Série D 2025, alla Coppa del Brasile 2025 e alla Copa do Nordeste 2025; la formazione vice-campione, alla Série D e alla Coppa del Brasile; la terza classificata, solo alla Série D. Nel caso le prime tre classificate siano già qualificate alla Série D, l'accesso alla quarta serie andrà a scalare.

## Risultati

### Prima fase
Girone A
|  | Pos. | Squadra           | Pt | G | V | N | P | GF | GS | DR |
|  | ---- | ----------------- | -- | - | - | - | - | -- | -- | -- |
|  | 1.   | Fortaleza         | 11 | 5 | 3 | 2 | 0 | 14 | 5  | +9 |
|  | 2.   | Maracanã-CE       | 9  | 5 | 2 | 3 | 0 | 8  | 5  | +3 |
|  | 3.   | Floresta          | 7  | 5 | 2 | 1 | 2 | 7  | 5  | +2 |
|  | 4.   | Caucaia           | 3  | 5 | 1 | 0 | 4 | 3  | 10 | -7 |
|  | 5.   | Atlético Cearense | 2  | 5 | 0 | 2 | 3 | 2  | 11 | -9 |

Legenda:
      Ammessa alle semifinali della fase finale.
      Ammessa ai quarti di finale della fase finale.
      Ammessa alla poule retrocessione
Note:
Tre punti a vittoria, uno a pareggio, zero a sconfitta.
Girone B
|  | Pos. | Squadra        | Pt | G | V | N | P | GF | GS | DR  |
|  | ---- | -------------- | -- | - | - | - | - | -- | -- | --- |
|  | 1.   | Ceará          | 11 | 5 | 3 | 2 | 0 | 16 | 4  | +12 |
|  | 2.   | Iguatu         | 10 | 5 | 3 | 1 | 1 | 7  | 5  | +2  |
|  | 3.   | Ferroviário-CE | 8  | 5 | 2 | 2 | 1 | 6  | 6  | 0   |
|  | 4.   | Horizonte      | 4  | 5 | 1 | 1 | 3 | 5  | 10 | -5  |
|  | 5.   | Barbalha       | 2  | 5 | 0 | 2 | 3 | 2  | 9  | -7  |

Legenda:
      Ammessa alle semifinali della fase finale.
      Ammessa ai quarti di finale della fase finale.
      Ammessa alla poule retrocessione
Note:
Tre punti a vittoria, uno a pareggio, zero a sconfitta.

### Fase finale
Quarti di fase
| Squadra 1      | Totale | Squadra 2   | Andata | Ritorno |
| -------------- | ------ | ----------- | ------ | ------- |
| Floresta       | 1 – 2  | Maracanã-CE | 1 – 0  | 0 – 2   |
| Ferroviário-CE | 4 – 1  | Iguatu      | 1 – 0  | 3 – 1   |

Semifinali
| Squadra 1      | Totale | Squadra 2 | Andata | Ritorno |
| -------------- | ------ | --------- | ------ | ------- |
| Maracanã-CE    | 1 – 4  | Fortaleza | 1 – 1  | 0 – 3   |
| Ferroviário-CE | 3 – 4  | Ceará     | 2 – 3  | 1 – 1   |

Finale
| Squadra 1 | Totale          | Squadra 2 | Andata | Ritorno |
| --------- | --------------- | --------- | ------ | ------- |
| Fortaleza | 1 – 1 (2-3 dtr) | Ceará     | 0 – 0  | 1 – 1   |

### Poule retrocessione
|  | Pos. | Squadra           | Pt | G | V | N | P | GF | GS | DR |
|  | ---- | ----------------- | -- | - | - | - | - | -- | -- | -- |
|  | 1.   | Horizonte         | 12 | 6 | 3 | 3 | 0 | 6  | 3  | +3 |
|  | 2.   | Barbalha          | 7  | 6 | 2 | 1 | 3 | 6  | 7  | -1 |
|  | 3.   | Atlético Cearense | 7  | 6 | 2 | 1 | 3 | 7  | 9  | -2 |
|  | 4.   | Caucaia           | 6  | 6 | 1 | 3 | 2 | 5  | 5  | 0  |

Legenda:
      Retrocesse in Segunda Divisão 2025
Note:
Tre punti a vittoria, uno a pareggio, zero a sconfitta.